# ゼルボス カルパトス
ゼルボス カルパトス (ギリシア語: Ζερβός Κάρπαθος , 英語: Zervos Karpathos) は、カルパトス島で踊られる民俗舞踊の名称。ハロウィンの時期に踊る。
「ゼルボス」は「左に進む（踊り）」の意。島の北部と南部で踊りに若干の差異がある。下記の「映像外部リンク」は２つとも南部のものである。
「ゼルボス」の名がつく（異なる）踊りは、その他にも東ルメリア(ギリシア語: Ανατολική Ρωμυλία)～北トラキア(ギリシア語: Βόρεια Θράκη)でも踊られている)。
伴奏は一般的に、リラ（ケメンチェ）、リュート、マンドリン（或いはガイダ）で演奏する。